# Aulnay-sur-Marne
Aulnay-sur-Marne ist eine französische Gemeinde im Département Marne in der Region Grand Est mit einer Fläche von 9,03 km² und 276 Einwohnern (2022). Das Dorf liegt an der Mündung der Somme-Soude in die Marne, etwa 14 Kilometer nordwestlich von Châlons-en-Champagne.

## Geschichte
Bei Ausgrabungen in den Jahren 1964/65 wurden 33 Gräber aus dem 4. Jahrhundert entdeckt.

## Bevölkerungsentwicklung
| Jahr                       | 1962 | 1968 | 1975 | 1982 | 1990 | 1999 | 2006 | 2012 | 2018 |
| -------------------------- | ---- | ---- | ---- | ---- | ---- | ---- | ---- | ---- | ---- |
| Einwohner                  | 195  | 183  | 182  | 197  | 230  | 214  | 225  | 238  | 262  |
| Quellen: Cassini und INSEE |      |      |      |      |      |      |      |      |      |

## Sehenswürdigkeiten
- Kirche Sainte-Apolline